# Poicephalus flavifrons
El loro de frente amarilla o lorito carigualdo (Poicephalus flavifrons) es una especie de ave de la familia de los loros (Psittacidae) endémica de África (concretamente de Etiopía). Pertenece al orden Psittaciformes. No hay mucha información de esta especie, debido a la inexistente cría en cautividad.

## Área de difusión y Hábitat
Pocos estudios de campo se han llevado a cabo con esta especie, pero algunos de ellos han reflejado los datos más característicos.
El loro carigualdo vive en toda Etiopía: su población se concentra en el centro y norte de Etiopía, en  bosques a altitudes de 3.000 m s. n. m.. Habitan en los bosques de Juniperus y Podocarpus. También se han avistado grupos de 15 a 20 individuos en sabanas, junto a acacias. Los loros carigualdos ocupan apenas 130.000 km².
Los etíopes consideran a esta especie como plaga de cultivos, y por ello son cazados, lo que hace que su población disminuya notablemente.
No se sabe con certeza, pero se cree que se alimentan de semillas, frutas e insectos, al igual que sus congéneres, los otros Poicephalus.

## Estado de conservación
Existe una gran controversia en este loro. Muchos biólogos piensan que esta especie tendría que tener un estado vulnerable o incluso en peligro de extinción. Pero algunos análisis de estos loros en estado salvaje afirman que es común en zonas específicas de Etiopía como Addis Abeba o norte de Etiopía.
Lo que se sabe con certeza es que no existen ninguna pareja ni ningún individuo en cautividad, a no ser que fuese exportado por contrabandistas.
El Poicephalus flavifrons está incluido en el apéndice II según CITES (The Convention on International Trade in Endangered Species of Wild Fauna and Flora) desde 1981 e incluido como menor preocupación según la Lista Roja de Especies Amenazadas de la UICN.

## Descripción
Algunos científicos y biólogos creen que el Poicephalus flavifrons pueda estar emparentado con uno de sus congéneres, el Poicephalus gulielmi (loro jardinero), e incluso que el carigualdo sea subespecie del jardinero.
Existen algunos ejemplares de Poicephalus flavifrons fallecidos por lo que se ha facilitado su estudio.
El loro de frente amarilla no posee diferencias entre sexos, es decir, no tienen dimorfismo sexual.
Son predominantemente verdes con tonalidades pálidas y otras más brillantes. El extremo inferior de las alas es completamente negro y el reborde de  las plumas de la espalda son un colorido negro o marrón, como el loro jardinero (Poicephalus gulielmi). Existe un color amarillo en la frente de este loro que llega hasta la nuca.
La parte inferior del pico es de un color hueso, mientras que la parte superior es de color negro grisáceo. Las patas son grisáceas y el iris castaño. Miden unos 28 centímetros aproximadamente y se desconoce su peso, pero, podría pesar lo mismo que alguno de su género Poicephalus.
Los estudios antes mencionados describen al individuo joven de Poicephalus flavifrons como un el adulto pero sin la tonalidad de color amarillo en la frente y nuca. Esto da que pensar a los científicos y biólogos, puesto que, en coloración adulta es parecido al Poicephalus gulielmi en un individuo joven ocurre lo mismo. El Poicephalus  gulielmi cuando se empluma no lleva la coloración roja en la cabeza y el Poicephalus flavifrons tampoco.

## Subespecies
Existen dos subespecies del loro de frente amarilla:
- Poicephalus flavifrons flavifrons:  La especie nominal, habita en el centro y norte de Etiopía.

- Poicephalus flavifrons aurantiiceps:[4]  Se cree que podía existir más al sudoeste de Etiopía. Es del mismo color que la especie nominal pero con la una gradación naranja en la cabeza en vez de amarilla. Sabemos de la existencia de esta especie gracias al individuo que se poseen en el Museo Británico.